# Relations entre l'Angola et l'Azerbaïdjan
Les relations entre l'Angola et l'Azerbaïdjan sont les relations extérieures entre la république d'Azerbaïdjan et la république d'Angola.

## Histoire
Les relations diplomatiques entre l'Azerbaïdjan et l'Angola ont été établies en 1994.